# Лієлварде (авіабаза)
Авіаційна база Лієлварде (лит. Lielvārdes lidlauks) — складова ВПС Латвії.
Розташована у парафії Рембате Огрського краю у центрі Латвії. Авіабаза не має окремих бойових авіаформувань (а латвійські ВПС не мають власних винищувачів), проте тут базуються придбані 2022-го гелікоптери UH-60M. Командувач — майор Альдіс Даукстс.

## Історія
Летовище поблизу міста Лієлварде спорудили 1970 року.

### Підрозділи
| Назва      | Період             | Техніка                 | Джерело |
| 899-й ВБАП | 1980 — липень 1993 | МіГ-21 → МіГ-27         | [ 6 ]   |
| 39-та ВБАД | 1981 — липень 1993 | МіГ-21, МіГ-27 → МіГ-27 | [ 7 ]   |
| 236-й ВБАП | липень 1989 — 1990 | МіГ-23 → МіГ-27         | [ 8 ]   |

## Сучасність
2021 року стало відомо, що цей аеродром стане запасним для авіабаз Емарі і Шяуляй.
На час проведення ремонтних робіт на Емарі (лютий — жовтень 2024) літаки звідти перебазували до Лієлварде, таким чином, аеродром безпосередньо долучився до місії повітряної поліції НАТО.

### Російсько-українська війна
Відповіддю на росі́йську збройну агресію проти України стала натівська місія «Atlantic Resolve», відтоді аеродром в Ліелварде є однією з баз цієї операції.